# Station Recquignies
Station Recquignies is een spoorwegstation in de Franse gemeente Recquignies.